# Souad Allim
Souad Allim est une nageuse algérienne.

## Carrière
Souad Allim est médaillée d'or du 800 mètres nage libre (9.34.30) et médaillée de bronze du 400 mètres nage libre (4.42.49)  aux Jeux africains de 1987 à Nairobi.